# 中野竜
中野 竜（なかの りゅう、1983年1月2日 -）は、セルビアの柔道選手。神奈川県横浜市出身。階級は100kg級。身長は183cm。別名はリュウ・ミヤルコヴィッチないしはミヤルコヴィッチ・リュウ(Rju Mijalkovic)。

## 人物
父親はユーゴスラビア出身で、柔道のヨーロッパ選手権で5位になったこともある。1960年代に柔道を学びに来日した。その後帰化して「中野由自」と言う名前を持つと、実業家としてワインの輸入などを手がけるとともに、「イタリアンハウスカフェ＆バー」と言う店を構えるに至った。
竜本人は3歳年上である兄の大に影響されて7歳の時に大竹道場で柔道を始めた。その後、朝飛道場に移った。なお、小学生時代は柔道以外にバスケットボールにも取り組んでいた。万騎が原中学から東海大相模高校へ進むと、1年の時には高校選手権の団体戦で優勝を飾った。但し、決勝ではメンバーから外された。2年の時には3位だった。
東海大学へ進学すると、2年の時に全日本ジュニア100kg級に出場するも、2回戦で高校生相手に敗れた。それまでは日本代表を目指していたものの、この敗戦をきっかけにそれはとても難しいことだと判断して、父親の出身地であるセルビアモンテネグロでの代表を選択することに決めた。本人曰く｢まあ、逃げた形です｣。但し、国の代表になって試合に出れば色々な経験が積めるので、それを考慮した上での判断でもあった。父親がよく｢世界には文化圏はあるけど、国境は関係ない｣と口にしていたが、そんな考えにも影響されたという。
2003年の嘉納杯に父親がコーチを務めるセルビアモンテネグロ代表で初出場したが、初戦で敗れた。続いて大阪で開催された世界選手権にも出場したが、2回戦で敗れた。一方、全国体育系学生柔道選手権大会では優勝した。2004年にはU23ヨーロッパ選手権で3位となった。モスクワで開催された世界学生では決勝で天理大学2年の穴井隆将と対戦すると、有効でリードするも技ありで逆転されるが、終盤に裏投げを決めて優勝を飾った。2005年には了徳寺学園の職員になった。2007年以降の世界選手権にはセルビア代表で出場したが、結局オリンピック代表にはなれなかった。2009年に了徳寺学園を退職すると、アドリアインターナショナルの所属となった。また、「イタリアンハウスカフェ＆バー」に勤務することにもなった。

## 主な戦績
- 1999年 -　高校選手権　団体戦　優勝
- 2000年 -　高校選手権　団体戦　 3位
- 2003年 -　全国体育系学生柔道選手権大会　優勝
- 2003年 -　韓国国際　3位
- 2004年 -　アメリカ国際　3位
- 2004年 -　U23ヨーロッパ選手権　3位
- 2004年 -　世界学生　優勝

(出典、JudoInside.com)。